# María Galiana

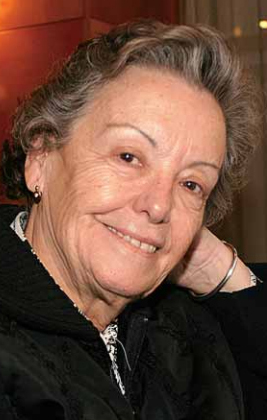
María Galiana (2006)

María Galiana (* 31. Mai 1935 in Sevilla, Spanien) ist eine spanische Schauspielerin.

## Leben
María Galiana, die einen Abschluss in Kunstgeschichte hat, arbeitete bis zu ihrer Pensionierung als Lehrerin in Sevilla. Parallel dazu startete sie in den 1980er Jahren ihre Schauspielkarriere. So debütierte sie in der 1985 erschienenen und von Francisco Perales inszenierten Komödie Madre in Japan an der Seite von Agustín González und Antonio Cuadri auf der Leinwand. Ihren bisher größten nationalen Erfolg hatte sie, als sie für ihre Darstellung in Benito Zambranos Drama Solas mit dem spanischen Filmpreis Goya als Beste Nebendarstellerin ausgezeichnet wurde.

## Filmografie (Auswahl)
- 1985: Madre in Japan
- 1989: Der Torero (Juncal, Fernsehserie, vier Folgen)
- 1990: Die Verlockung des Chaos (La seducción del caos)
- 1992: Belle Époque – Saison der Liebe (Belle Époque)
- 1999: Solas
- 2000: Fugitivas – Auf der Flucht (Fugitivas)
- 2003: Eine kubanische Affäre (Viva Sapato!)
- 2005: Tapas

## Auszeichnungen (Auswahl)
- Goya 2000: Beste Nebendarstellerin für Solas